# Zunanja politika
Zunanja politika je dejavnost države, s katero ta uveljavlja svoje interese v mednarodni skupnosti. Pri tem poskuša s sredstvi zunanje politike vplivati na ravnanje drugih držav in mednarodnih organizacij.

## Pojem
Zunanjo politiko sestavljajo trije glavni elementi:
- državni organi, pooblaščeni za izvajanje zunanje politike,
- vrednote in cilji oz. interesi države in
- sredstva, ki jih ima država na voljo za izvajanje te politike.

### Državni organi
Zunanjo politiko lahko izvajajo le z ustavo za to pooblačeni organi. V Sloveniji zunanjo politiko na prvem mestu izvajajo predsednik republike, predsednik vlade in zunanji minister. Te tri funkcije oz. njihovi nosilci imajo po mednarodnem pravu ti. jus representationis omnimodae oz. splošno pooblastilo za predstavljanje države. Vsa njihova dejanja, ki jih izvedejo tekom izvrševanja pooblastil funkcije, katere nosilci so, se štejejo za uradna dejanja države in ustvarjajo mednarodne obveznosti države. Veleposlanik države ima jus representationis omnimodae na ozemlju države gostiteljice.

### Vrednote in cilji
Vrednote in cilji so vsebinska komponenta zunanje politike, ki si jih država zastavi, ker je njihov doseg v interesu države, da si ta zagotovi boljši položaj v mednarodni skupnosti in splošno blaginjo. Preko uveljavljanja svojih interesov država npr. krepi svoj gospodarski ali politični položaj.

### Sredstva zunanje politike
Sredstva zunanje politike so vsi tisti materialni in nematerialni ukrepi, s katerimi država razpolaga in jih lahko uporabi za uveljavljanje svoje zunanje politike.
Ukrepi se delijo na:
- ekonomske (sankcije, embargo)
- politične (prekinitev diplomatskih odnosov ali spustitev odnosov na nižjo raven, uporaba sredstev znotraj mednarodnih organizacij - predvsem razprava)
- pravne (tožba pred mednarodnim sodiščem, odstop od mednarodne pogodbe)
- propagandne (javna diplomacija, vplivanje na javno mnenje v drugi državi)
- uporabo sile (oborožena intervencija - dovoljena samo z mandatom VS OZN)

Sredstva delimo na posredna in neposredna, tudi pasivna in aktivna. Posredna so tista, ki izhajajo iz samega položaja države (npr. članstvo v mednarodnih organizacijah, vojaška, ekonomska in politična moč, stanje nevtralnosti, ugled, kredibilnost), neposredna pa so tista, ki niso odvisna od položaja države in se jih država poslužuje, če so ji na voljo (uporaba sile, ekonomske sankcije, diplomacija, mednarodno pravo, pogajanja, obiski...).

## Dejavniki oblikovanja zunanje politike
Na oblikovanje zunanje politike vpliva več dejavnikov, ki jih mora država upoštevati, da lahko oblikuje realno, uresničljivo zunanjo politiko. Dejavniki se delijo na notranje in zunanje.
Notranji dejavniki so:
- način sprejemanja političnih odločitev (razmerja moči med državnimi organi, politična ureditev),
- javno mnenje in mediji,
- interesi in ideologija političnih strank in vsakokratne sestava parlamenta, če ta oblikuje zunanjo politiko,
- civilna družba,
- objektivna dejstva (velikost države in število prebivalcev, zgodovinske in ideološke okoliščine, ekonomska, politična in vojaška moč).

Zunanji dejavniki so:
- interesi drugih držav,
- položaj države in njen ugled v mednarodni skupnosti,
- družbeno in fizično okolje države (geopolitika)
- splošno stanje mednarodne skupnosti.

## Razlikovanje med osnovnimi pojmi
Pojma zunanje politike ne gre enačiti s pojmom mednarodnih odnosov. Mednarodni odnosi so znanstvena dejavnost, ki se ukvarja odnosi (političnimi, pravnimi, ekonomskimi in drugimi), ki jih en subjekt mednarodne skupnosti vzpostavlja z drugim. Mednarodni odnosi tako v razmerju do zunanje politike pomenijo realno stanje v mednarodni skupnosti, medtem ko je zunanja politika dejavnost, s katero države vplivajo na to stanje.
Zunanja politika je zgolj dejavnost države, kot osrednjega subjekta mednarodne skupnosti. Ostali subjekti, npr. mednarodne organizacije ne vodijo zunanje politike, ampak se v tem konteksti uporablja pojem zunanje delovanje (npr. zunanje delovanje EU).
Zunanja politika se kot Teorija zunanje politike razvija tudi kot samostojna znanstvena dejavnost. Pri tem se ločita predvsem dva pristopa k preučevanju zunanje politike, deskriptivni in znanstveni. Deskriptivni pristop se ukvarja z opisovanjem, analizo konkretnih zunanjih politik držav, predvsem preteklih ravnanj, medtem ko se znanstveni pristop ukvarja z iskanjem vzorcev ravnanja držav v določenih situacijah in s poskuša najti način za napovedovanje ravnanja držav v prihodnjih podobnih situacijah.